# Felsőtátrafüred
Felsőtátrafüred (szlovákul: Horný Smokovec) üdülőtelepülés, Magastátra város része Szlovákiában, az Eperjesi kerület Poprádi járásában. Mintegy 200 lakosa van.

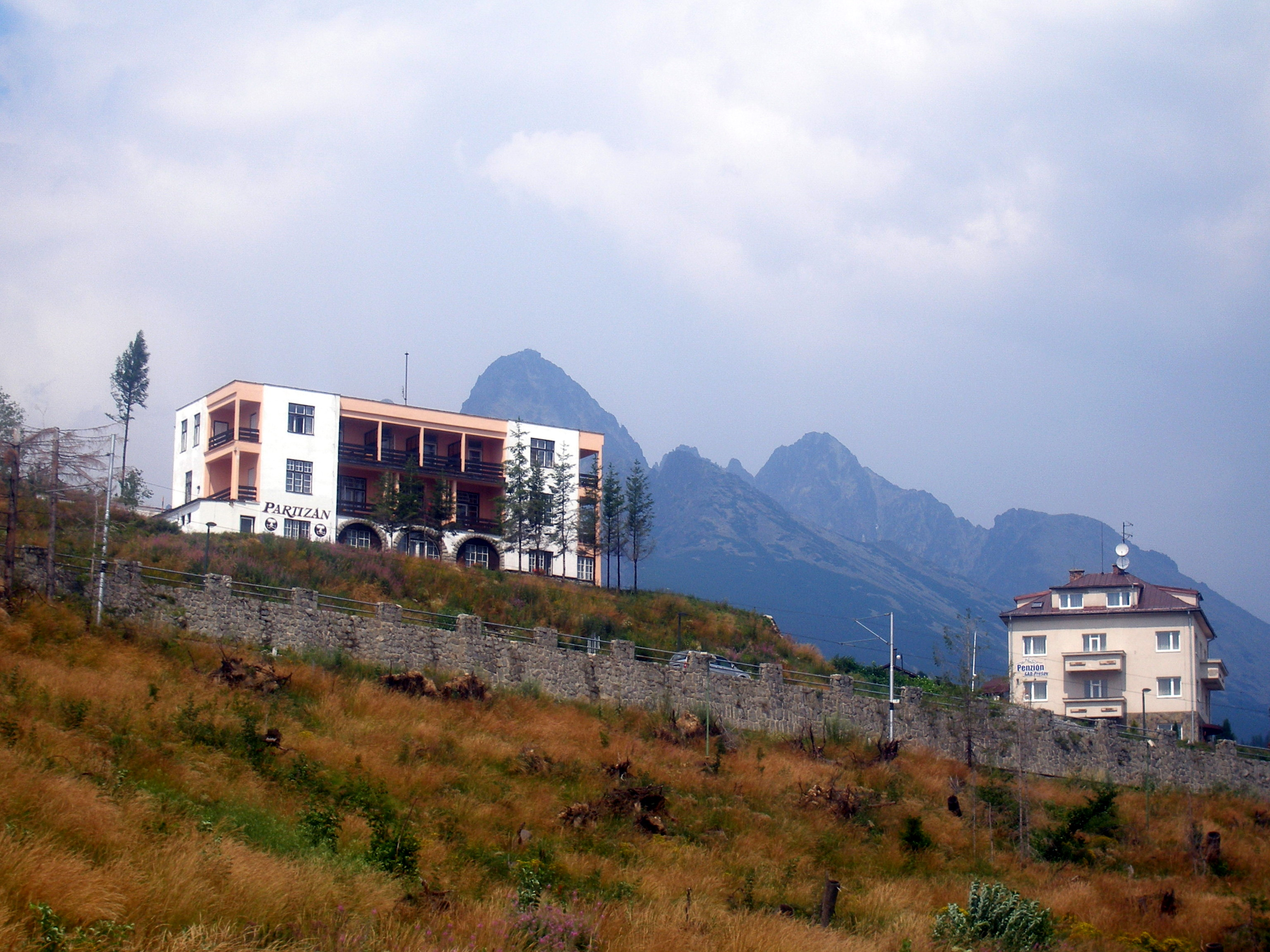
Felsőtátrafüred

## Fekvése
A Magas-Tátrában, Ótátrafüredtől keletre, vele teljesen összeépülve fekszik.

## Története
A 19. században csak egy fa kilátó állt itt, mely kedvelt kirándulóhely volt. A trianoni diktátumig területe Szepes vármegye Szepesszombati járásához tartozott, majd Csehszlovákiához csatolták.
Az első panzió csak 1926-ban épült fel. A telepet egészen 1938-ig Szépkilátónak nevezték, ekkor kapta mai nevét, bár nyugati része a régi nevet megtartotta. Később épült fel a Helios-panzió és még két szanatórium.
1947-ig Alsóerdőfalvához tartozott, majd akkor Ótátrafüredhez csatolták, 1999 óta pedig Magastátra város része. Lakossága főleg a tátrai idegenforgalomból él.

## Külső hivatkozások
- A Magas-Tátra honlapján
- Térkép
- Viasalus.sk